# Serviço Nacional de Aprendizagem (Colômbia)
O Serviço Nacional de Aprendizagem (em castelhano:  Servicio Nacional de Aprendizaje, SENA) é uma instituição pública colombiana destinada a desenvolver programas de formação vocacional para a força de trabalho colombiana como um meio para aumentar a competitividade das empresas na Colômbia. Trata-se de uma iniciativa do governo para promover a educação na Colômbia e estimular o emprego.
Ao longo de seus mais de 50 anos, o SENA tem sido destacado como um dos centros mais importantes de educação técnica e tecnológica na América Latina. Seus programas educacionais focam em áreas como administração, agricultura, arquitetura, construção, design, eletricidade, eletrônica, mecânica e tecnologia.